# Новоабзаково
Новоабза́ково (баш. Яңы Абҙаҡ) — село в Белорецком районе Башкортостана, относится к Абзаковскому сельсовету. 
Расположен горнолыжный курорт «Абзаково», находящийся в собственности ПАО «Магнитогорский металлургический комбинат». На сцене отеля «Тау-Таш» прошло становление звезды российской эстрады Стаса Михайлова.

## География
Расстояние до:
- районного центра (Белорецк): 25 км,
- центра сельсовета (Абзаково): 5 км,
- ближайшей ж.-д. станции (Новоабзаково): 0 км.

## Население
| 2002 | 2009 | 2010 |
| ---- | ---- | ---- |
| 309  | ↗382 | ↘295 |

Национальный состав
Согласно переписи 2002 года, преобладающие национальности: башкиры (61 %), русские (30 %).